# 공황 구매

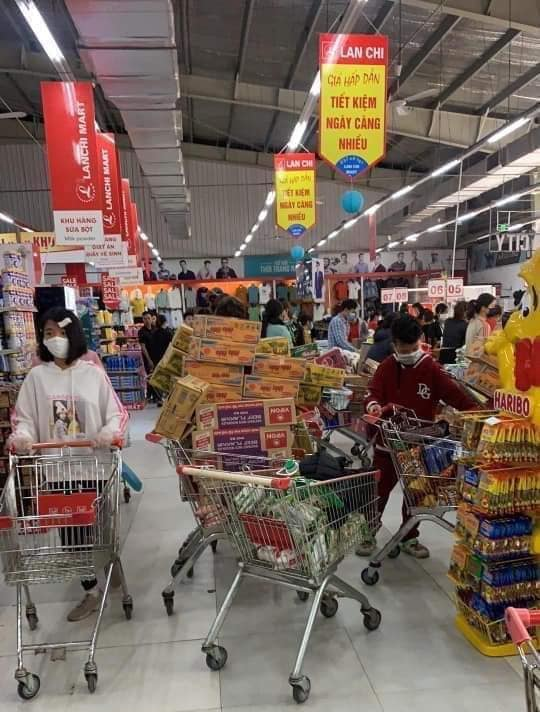
베트남에서 코로나19 범유행 이슈에 따라 두려움에 느끼게 하는 것을 의식하여 과도하게 물건을 구매하는 모습. 마구잡이식으로 구매하게 되면 비치된 물품도 금방 소진되는 결과를 낳게 된다.

공황 구매 또는 패닉 바잉(영어: panic buying)은 가격 인상이나 공급 부족에 따른 두려움을 느끼고 무리하거나 과도하게 물건을 사는 일이다. 패닉 현상에 따른 물품의 신규 대량 구매를 하면 소진되는 돈은 계산원의 몫으로 돌아간다. 다만 공황 구매가 도리어 부작용이 생길 수도 있게 되는 결과를 초래할 수도 있다. 1929년 경제 대공황, 1997년 한국의 IMF 금융 위기, 1990년대 초엽의 일본의 버블 붕괴, 2008년 금융 위기, 2020년 부동산 정책으로 인한 전세난과 정부에 대한 불신 등에 의한 패닉 상태가 공황 구매를 초래할 요인이 있다.

## 사례
사례로는 2020년 대한민국의 주택 구매가 대표적이다.

## 같이 보기
- 사재기